# Gesnerioideae
Sous-famille
Les Gesnerioideae sont une sous-famille de plantes à fleurs de la famille des Gesneriaceae.
Le genre type de la sous-famille est Gesneria L.

## Liste des tribus
Beslerieae – Coronanthereae – Gesnerieae – Napeantheae – Titanotricheae

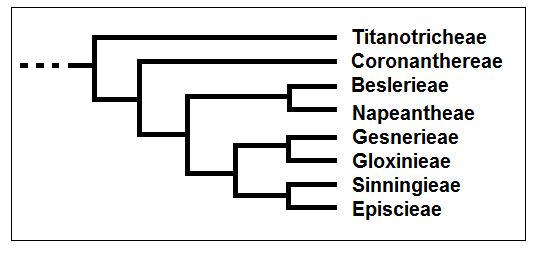
Cladogramme de la sous-famille.

## Publication originale
- (en) Burnett G.T., 1835. Outlines of Botany, including a general history of the vegetable kingdom. Vol. 1–2. London: John Churchill: 1190 pp. page. : 959, 1095, 1108.